# Caesalpinia tinctoria
O falso pau-brasil (Tara spinosa (Feuillé ex Molina) Britton & Rose; Caesalpinioideae) é uma árvore com origem no Peru.
Espécie da família Fabaceae, nativa do Peru, apresenta a forma de um arbusto ou de uma pequena árvore espinhosa, cuja altura varia entre 2-5m. É nativa do Peru, mas foi introduzida e encontra-se naturalizada em vários países da América do Sul, da África, da Ásia, e na Califórnia. É cultivada para aproveitamento da madeira, utilizada no fabrico de mobiliário e para aproveitamento das vagens, ricas em taninos usados, designadamente, na indústria de curtumes e das sementes que, depois de reduzidas a farinha, são empregues na indústria alimentar.
A planta também foi introduzida na Europa, incluindo em Portugal, mas apenas para fins ornamentais.
*Sinonímia: Caesalpinia pectinata Cav.; Caesalpinia tara Ruiz & Pav.; Caesalpinia tinctoria (Kunth) Benth. ex Reiche; Coulteria tinctoria Kunth; Poinciana spinosa Molina; Tara spinosa (Molina) Britton & Rose
(Local e data: Parque da Paz - Almada; 25 fevereiro de 2012)